# حور دالي
الحور الدالي (سمي بالدالي لشكل أوراقه المثلثة) (الاسم العلمي:Populus deltoides) هي نوع نباتي يتبع جنس الحور من الفصيلة الصفصافية.  